# Bijlia tugwelliae
Bijlia tugwelliae är en isörtsväxtart som först beskrevs av L. Bol., och fick sitt nu gällande namn av Steven A. Hammer. Bijlia tugwelliae ingår i släktet Bijlia och familjen isörtsväxter. Inga underarter finns listade i Catalogue of Life.

## Bildgalleri

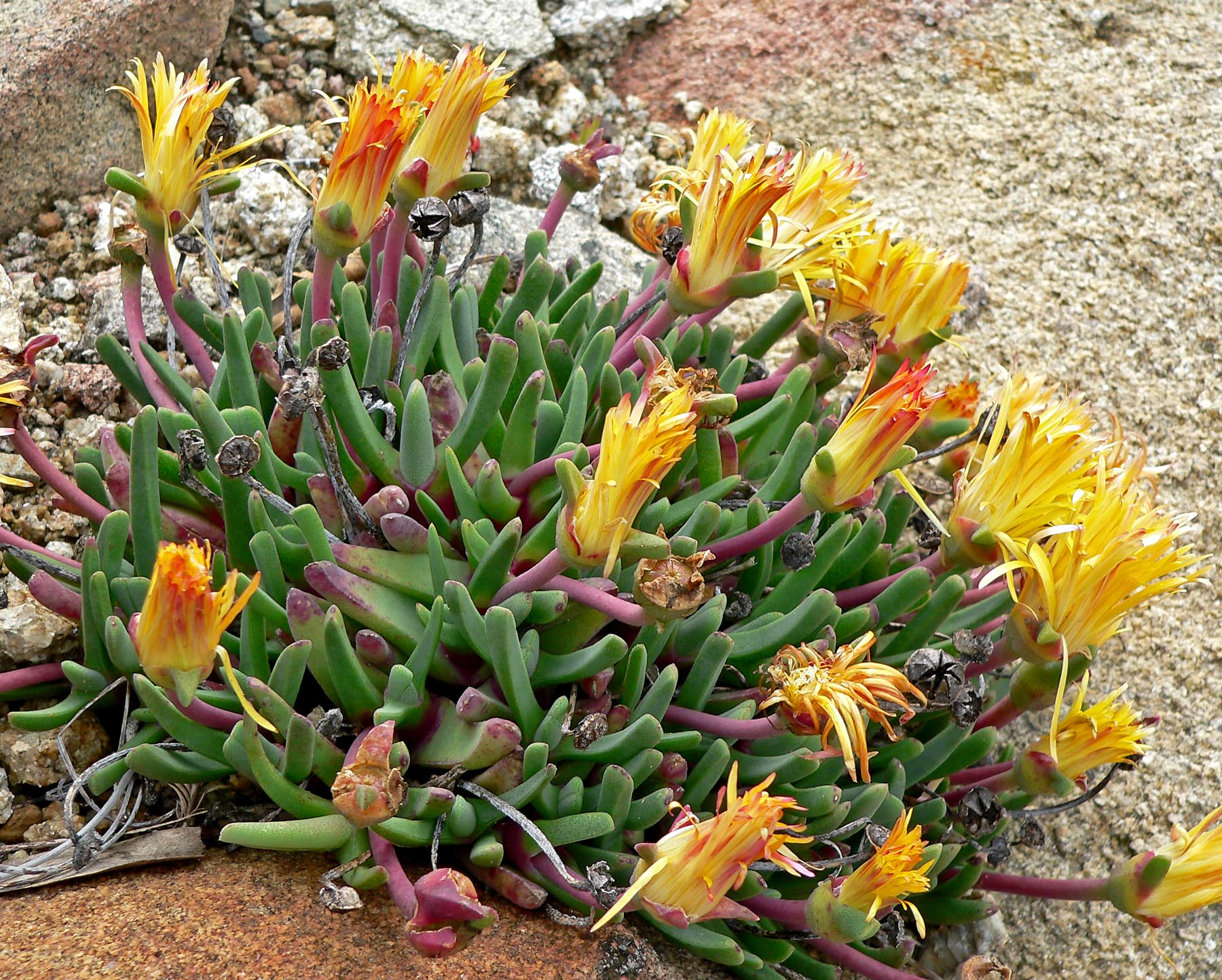
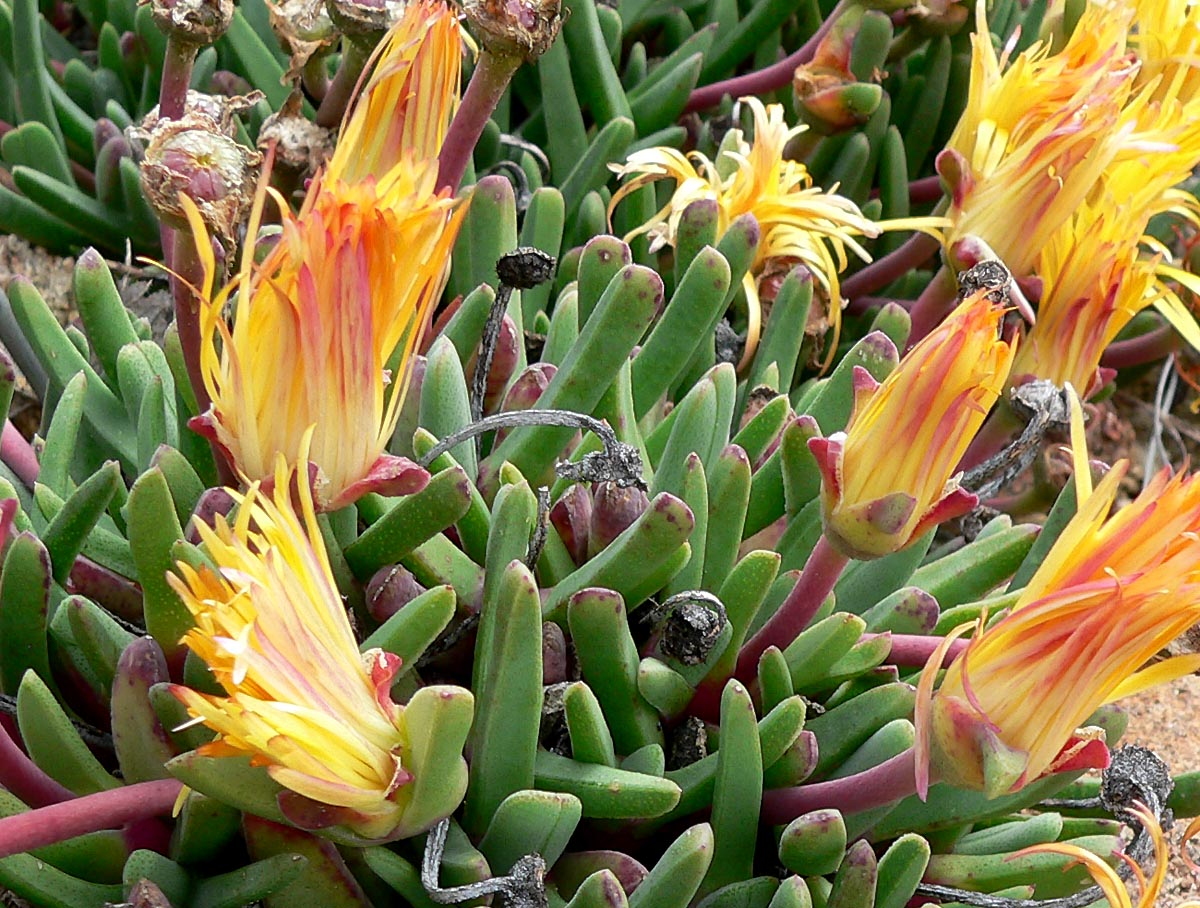
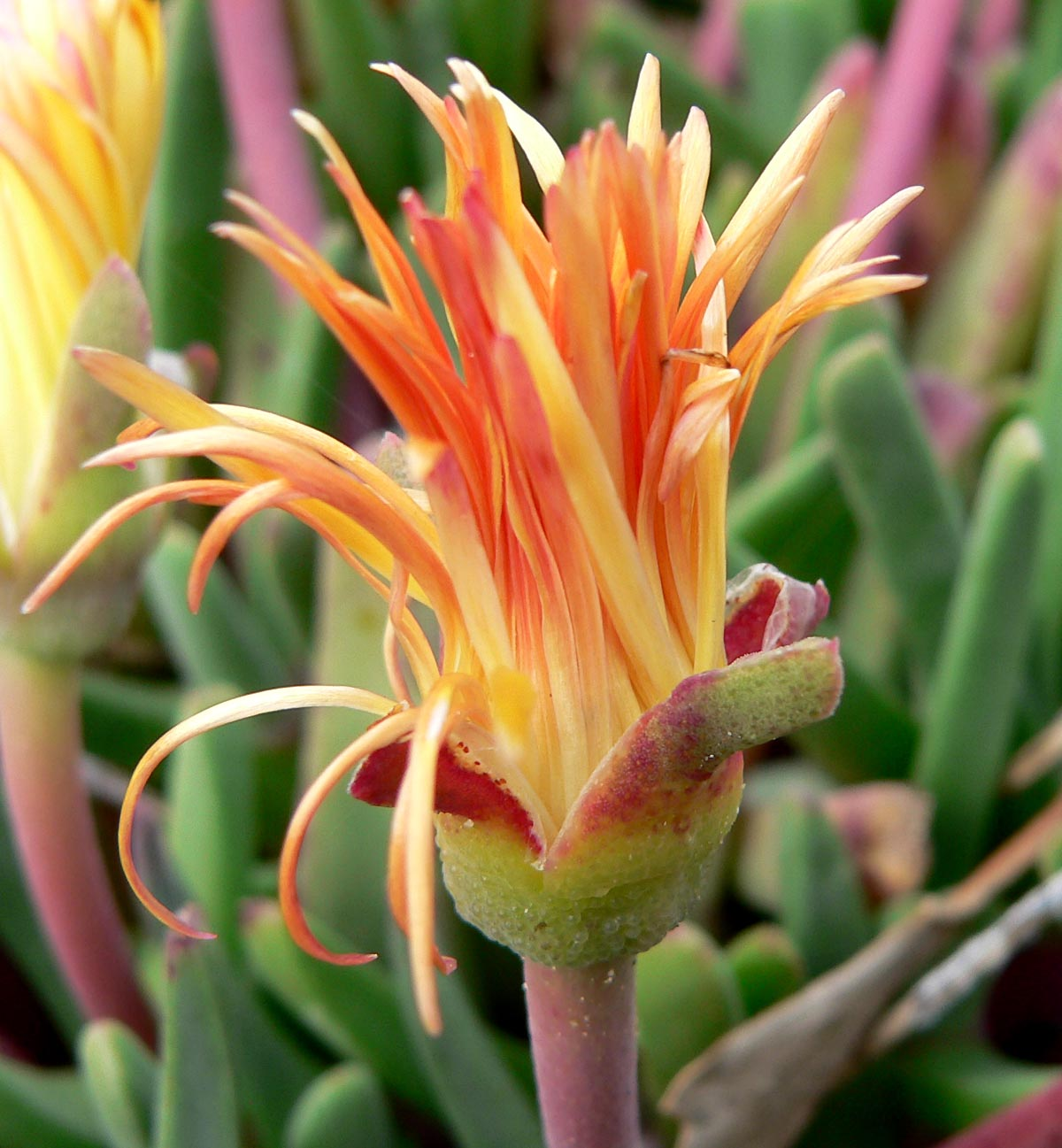
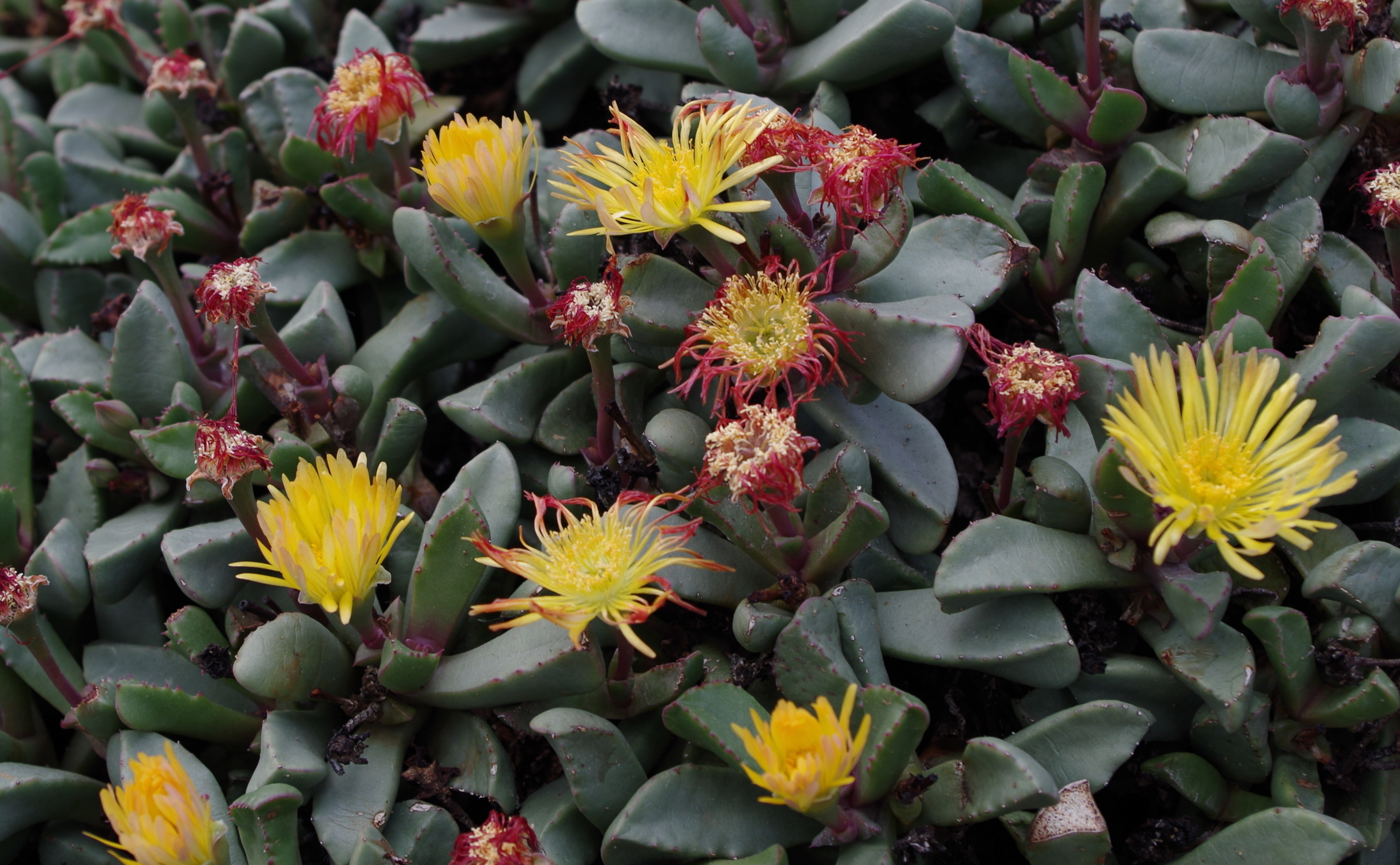
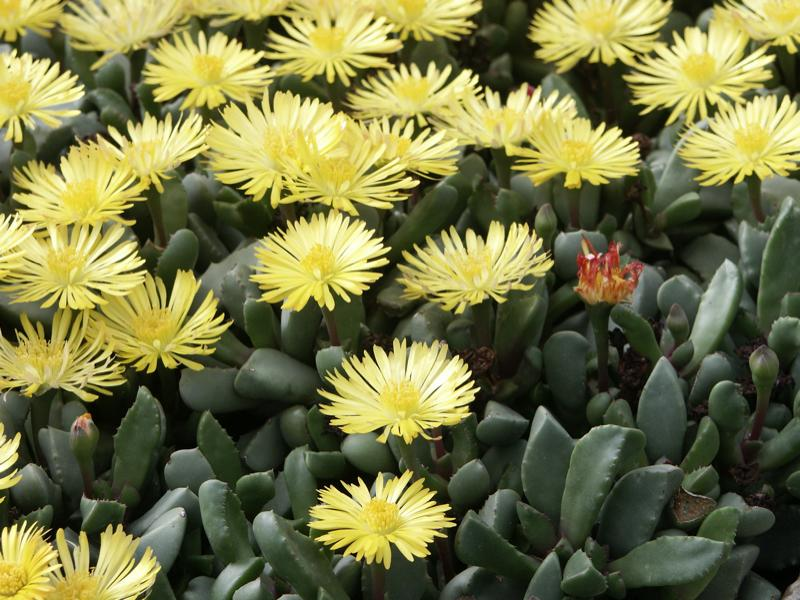
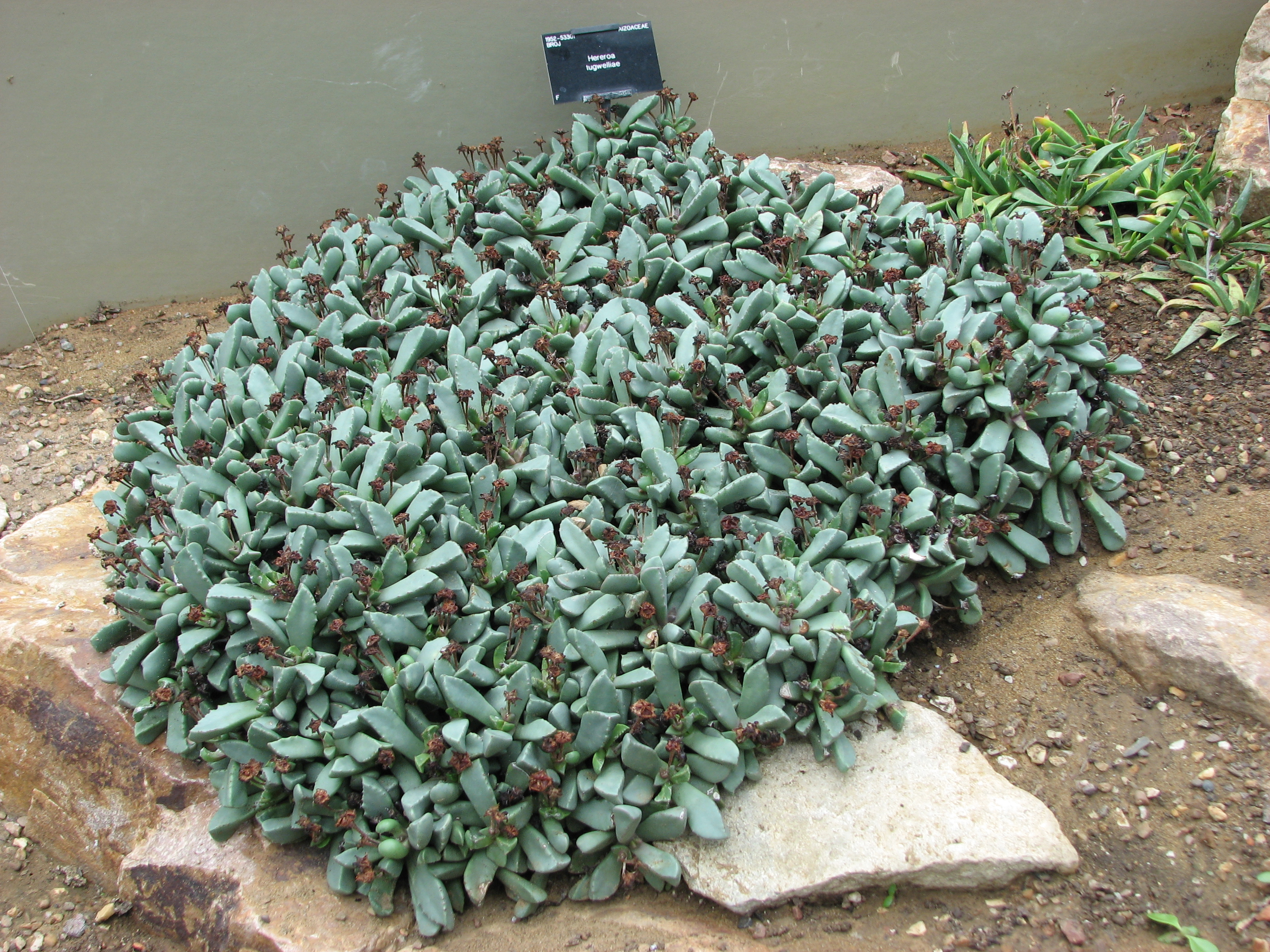